# Đông Xuyên (Long Xuyên)
Đông Xuyên is een phường in de stad Long Xuyên, in de Vietnamese provincie An Giang. Đông Xuyên ligt aan de westelijke oever van de Hậu.